# José Joaquim Da Gama Machado
 (mars 2023).
 (mars 2023).
José Joaquim Da Gama Machado (parfois orthographié Joachim), né en 1775 à Lisbonne (Portugal) et mort le 9 juin 1861 à Paris, est connu comme le Commandeur Da Gama Machado. Il est gentilhomme de la cour de Sa Majesté le Roi du Portugal et conseiller de la légation du Portugal en France. Il s'intéresse également aux sciences et rédige un traité La Théorie des Ressemblances à partir de ses observations des oiseaux.
Joaquim Da Gama Machado est inhumé le 13 juin 1861 au cimetière du Père Lachaise dans la 1ère division,, au côté de Suzanne Didbins, sa compagne. 